# دنیل گونزالس (بازیکن فوتبال آرژانتینی)
دنیل گونزالس (انگلیسی: Daniel Gonzalez؛ زادهٔ ۲۶ ژانویهٔ ۱۹۹۱) بازیکن فوتبال اهل آرژانتین است.
از باشگاه‌هایی که در آن بازی کرده‌است می‌توان به باشگاه فوتبال روساریو سنترال اشاره کرد.